# Sabina Freire
Sabina Freire é uma peça de teatro escrita por Manuel Teixeira Gomes em 1905.
A história centra-se na luta entre duas mulheres que se odeiam mutuamente: D. Maria Freire (fidalga de província, conservadora e austera) e a sua nora, Sabina Freire (mulher esplêndida, sensual e iconoclasta).

## Representações principais
Teatro Trindade (Lisboa) 1968-1969
- Encenação de Francisco Ribeiro (o célebre "Ribeirinho" do cinema português dos anos 40), Lourdes Norberto (Sabina), Elvira Velez (D. Maria Freire), Rui Mendes (Júlio), Costa Ferreira (Dr. Fino), Assis Pacheco (Augusto César), Canto e Castro (Epifânio), João Mota (Josezinho Soares)

Auditório Municipal Galécia (Braga) 1986
- Encenação de Luís Varela, Ana Bustorff (Sabina), Ana Madureira (D. Maria), António Moreno (Júlio), António Durães, António Évora, António Fonseca, Carlos Feio, Isabel Marado, Rui Madeira

Theatro Circo (Braga) e Teatro da Cerca de São Bernardo (Coimbra) 2009
- Encenação de Rui Madeira, Solange Sá (Sabina), Sílvia Brito (Maria Freire), André Laires (Júlio), Ricardo Kalash (Epifânio), Jaime Soares (Dr. Fino), Carlos Feio (Padre Correia e Procurador Ferreira), António Jorge (Augusto César e Ministro), Miguel Magalhães (Josezinho Soares), Lina Nóbrega (Josefina)

## Ópera
Eurico Carrapatoso compôs entre 2009 e 2010 a ópera Sabina Freire baseada na peça homónima, por ocasião do 150.º aniversário do nascimento do seu autor de Manuel Teixeira Gomes, ocorrido a 27 de Maio de 1860.

## Televisão
Em 1975 foi emitida na RTP uma versão desta peça adaptada por Herlander Peyroteo.